# Justizvollzugsanstalt Niederschönenfeld
Die Justizvollzugsanstalt Niederschönenfeld (kurz JVA Niederschönenfeld) ist eine Strafanstalt des Freistaates Bayern in Niederschönenfeld. Sie hat eine Belegungsfähigkeit von derzeit 261 Haftplätzen im Erstvollzug. Inhaftiert sind bis zu 26 Jahre alte Männer mit einer zu verbüßenden Mindeststrafe von 18 Monaten und einer Höchststrafe von 4 Jahren.

## Geschichte
Den Kern der Anstalt bilden die Gebäude des ehemaligen Zisterzienserinnenklosters, das 1803 säkularisiert wurde. 1862 wurde in den Räumlichkeiten des Klosters ein Gefängnis errichtet. Es war ab 1880 das erste Jugendgefängnis in Deutschland für männliche Strafgefangene im Alter von 12 bis 18 Jahren. Die ehemals zum Kloster gehörende Wallfahrtskirche Heilig-Kreuz gehört als Anstaltskirche zum Komplex der Justizvollzugsanstalt und ist nur an den beiden Kreuzfesten öffentlich zugänglich.
In einer kurzen Zwischenphase von 1919 bis 1924 war der Zellenbau Festungshaftanstalt. Nach der Niederschlagung der Münchner Räterepublik wurden in Niederschönenfeld daher zahlreiche wegen Hochverrats zu Festungshaft verurteilte politische Gefangene inhaftiert. 1920 erreichte die Zahl der Festungsgefangenen mit 95 den höchsten Stand.
Die Zuständigkeit für Jugendliche fiel im Jahr 1990 mit der Inbetriebnahme der Justizvollzugsanstalt Neuburg-Herrenwörth weg. Niederschönenfeld ist seither eine Sonderanstalt für junge erwachsene Männer bis zum vollendeten 26. Lebensjahr.

## Bekannte Insassen
- Hans Beimler (1895–1936), Politiker, (1921–1923)
- Albert Daudistel (1890–1955),  Schriftsteller, (ca. 1923–1925)
- Gustav Klingelhöfer (1888–1961), Politiker, (1919–1924)
- August Hagemeister (1879–1923), Politiker, (1920–1923)
- Erich Mühsam (1878–1934), Schriftsteller, Publizist und Antimilitarist, (1920–1924)
- Ernst Niekisch (1889–1967), Politiker und politischer Schriftsteller, (1920–1921)
- Ernst Toller (1893–1939), Schriftsteller, Dramatiker, Politiker und linkssozialistischer Revolutionär, (1920–1924)
- Erich Wollenberg (1892–1973), Funktionär der KPD, unabhängiger Journalist und Publizist, (ca. 1920–1922)